# بوزة سفيد (كاكان)
بوزة سفید (بالفارسية: پوزه سفید) هي قرية تقع في إيران في قسم کاکان الريفي. يقدر عدد سكانها بـ 47 نسمة بحسب إحصاء 2016.